# Space Shower Music
Space Shower Music (jap. スペースシャワーミュージック) – japońska wytwórnia i agencja należąca do Space Shower Network.
W kwietniu 2014 roku wytwórnia muzyczna i dział zarządzania, oraz marka usługowa BounDEE, zajmująca się dystrybucją muzyki niezależnej, zostały połączone i przemianowane na Space Shower Music.